# بيير لويجي فارنيزي
بيير لويجي فارنيزي (بالإسبانية: Pedro Luis Farnesio)‏ (روما، 19 نوفمبر 1503 - بياشنسا ، 10 سبتمبر 1547) أول دوق لكاسترو ولبارما من أسرة فارنيزي.